# دانا موراي
دانا لي موراي هي رسامة رسوم متحركة ومنتجة أفلام أمريكية، اشتهرت بإنتاجها فيلم الرسوم المتحركة القصير Lou (2017)، والذي تم ترشيحه للمشاركة لجائزة الأوسكار لأفضل فيلم رسوم متحركة قصير في حفل توزيع جوائز الأوسكار التسعين.

## فيلموغرافيا
- 2020: الروح (منتج) [2]
- 2019: Smash and Grab (Short) (منتج تنفيذي)
- 2017: لو (قصير) (منتج)
- 2015: الداخل إلى الخارج (مدير الإنتاج)
- 2012: شجاع (مدير فني)
- 2010 كيلو (شورت) (مدير إنتاج)
- 2009: لأعلى (مدير التخطيط)
- 2007: راتاتوي (مدير الإضاءة)
- 2006: رفع (قصير) (منسق إنتاج)
- 2005: فرقة رجل واحد (قصيرة) (منسق إنتاج)
- 2005: هجوم جاك جاك (فيديو قصير) (منسق إنتاج)
- 2003: صنع نيمو (فيديو وثائقي قصير) (شكر خاص جدا)
- 2003: البحث عن نيمو (منسق الوحدة: الإنتاج الرقمي - باسم دانا لي موراي)

## الجوائز والترشيحات
- - ترشيح: جائزة الأوسكار لأفضل فيلم قصير متحرك (لو)
  - ترشيح: مهرجان سان فرانسيسكو السينمائي الدولي - جائزة البوابة الذهبية لأفضل فيلم عائلي (لو)
  - ترشيح: ساوث باي ساوث واست - جائزة لجنة التحكيم الكبرى SXSW للرسوم المتحركة القصيرة (لو)

## روابط خارجية
- دانا موراي في قاعدة بيانات الأفلام على الإنترنت